# Hôtel des Deux-Ponts
L'Hôtel des Deux-Ponts, un tempo noto come Hôtel Gayot ed ai giorni nostri Hôtel du gouverneur militaire, è un palazzo storico ubicato in Place Broglie sulla Grande Île nel centro di Strasburgo, nel dipartimento francese del Basso Reno. Dal 1921 è classificato Monumento storico.
L' Hôtel des Deux-Ponts è attualmente utilizzato come residenza ufficiale del governatore militare di Strasburgo.

## Storia
L'Hôtel è stato progettato, come un Hôtel particulier, dai fratelli banchieri reali François-Marie Gayot e Félix-Anne Gayot, e costruito nel 1754-55 con un cortile, due facciate decorate, un grande portale e un giardino alla francese. Nel 1770 fu venduto da François-Marie Gayot al Conte palatino Cristiano IV di Zweibrücken. Massimiliano Giuseppe di Zweibrücken-Birkenfeld, il futuro re Massimiliano I di Baviera, vi visse dal 1770 al 1790. Suo figlio e successore sul trono bavarese, Ludovico I di Baviera, nacque in questo palazzo il 25 agosto 1786.
L'hôtel divenne di proprietà dello stato (bene pubblico) sulla scia della Rivoluzione francese, nel 1791, e da allora è stato la residenza ufficiale dei governatori militari e dei capi di stato maggiore, anche durante i periodi in cui Strasburgo era nuovamente una città tedesca (1871–1918 e 1940-1944). Non è aperto al pubblico turisti a parte in giorni speciali come le Giornate europee del patrimonio.

## Galleria d'immagini

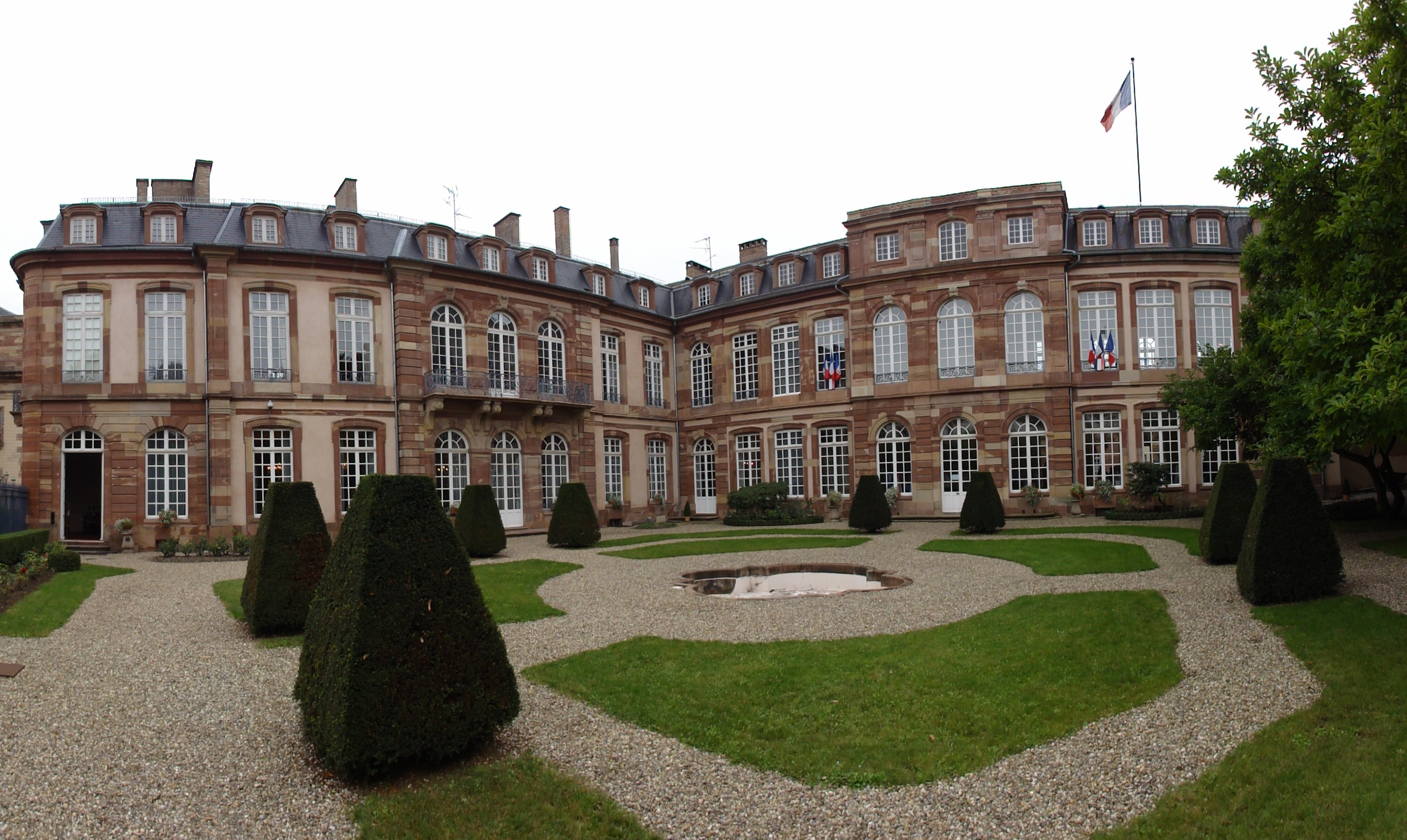
Vista panoramica sul giardino di Place Broglie
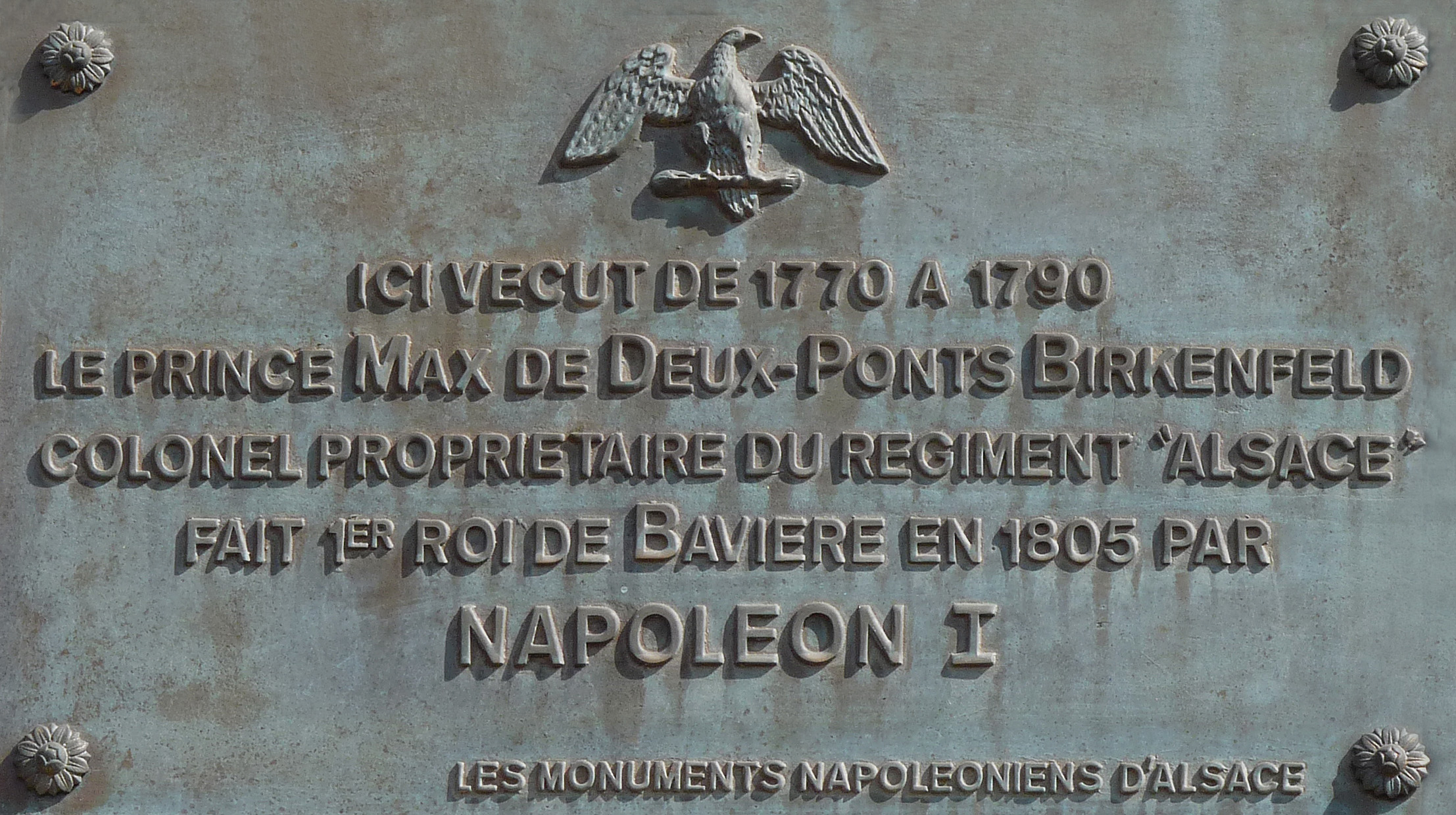
Targa in ricordo di Massimiliano Giuseppe I di Baviera
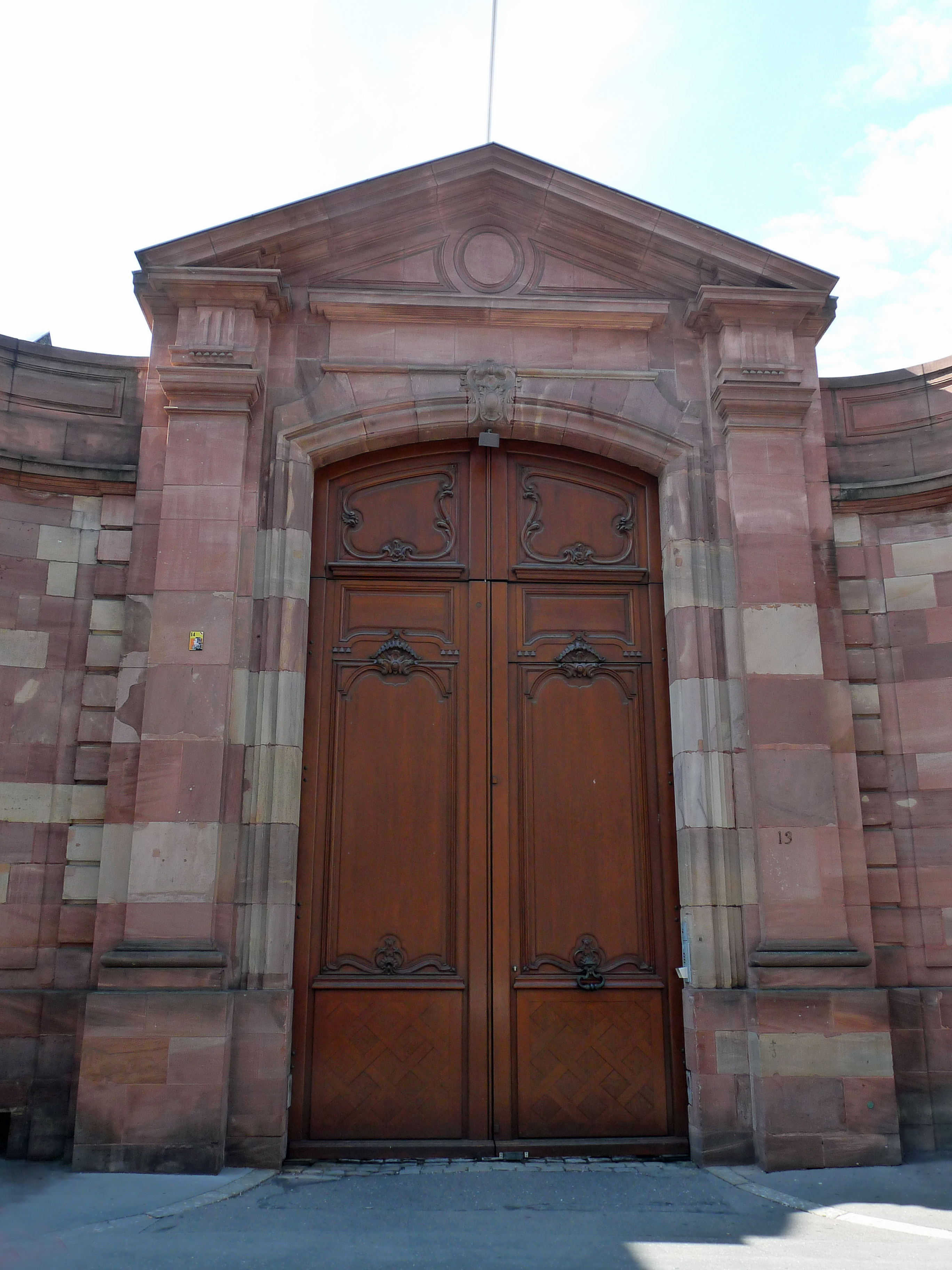
Portale principale su Rue brûlée. Il cortile proprio dietro è difficile da vedere.
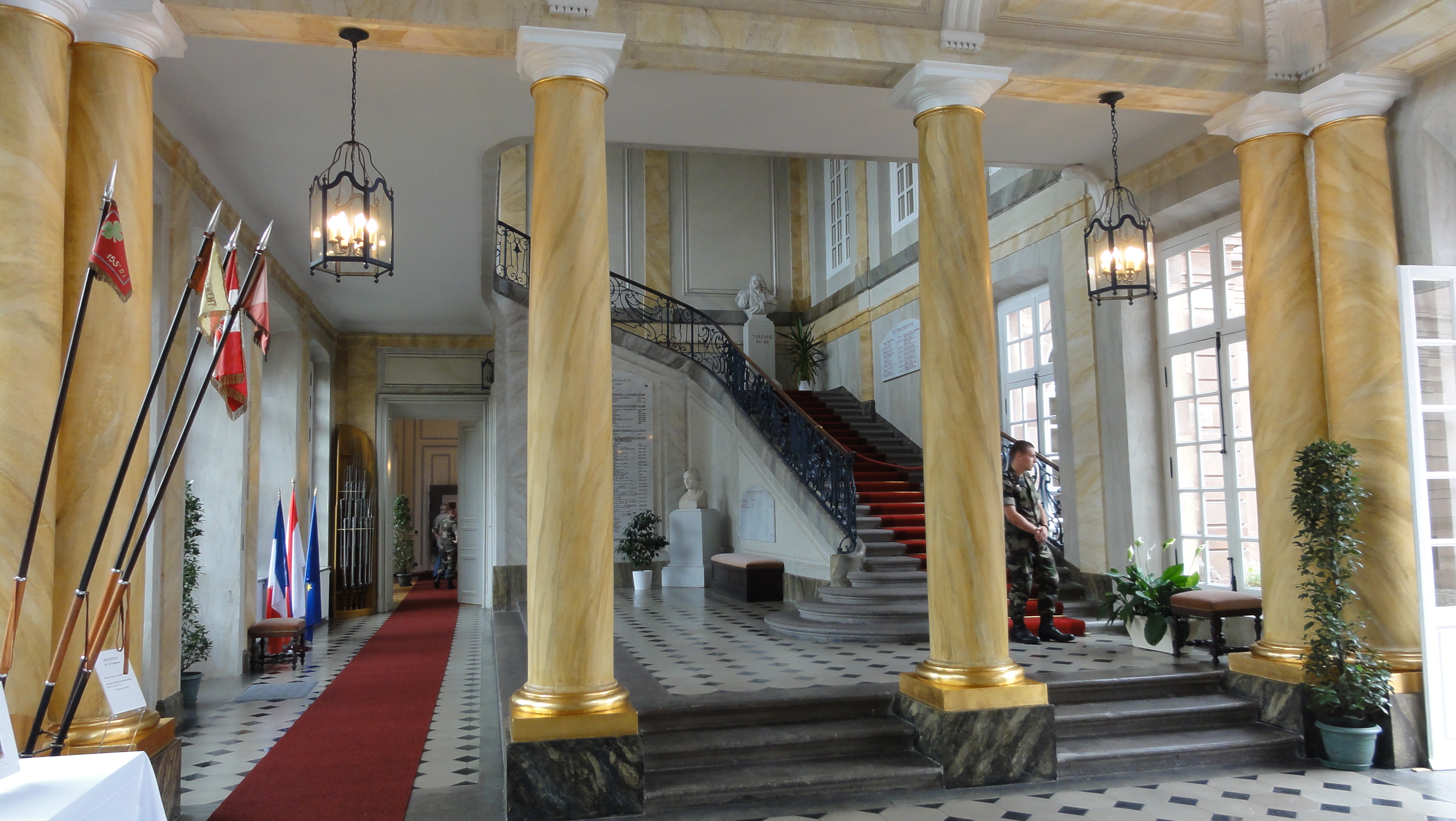
Parte inferiore dell'atrio
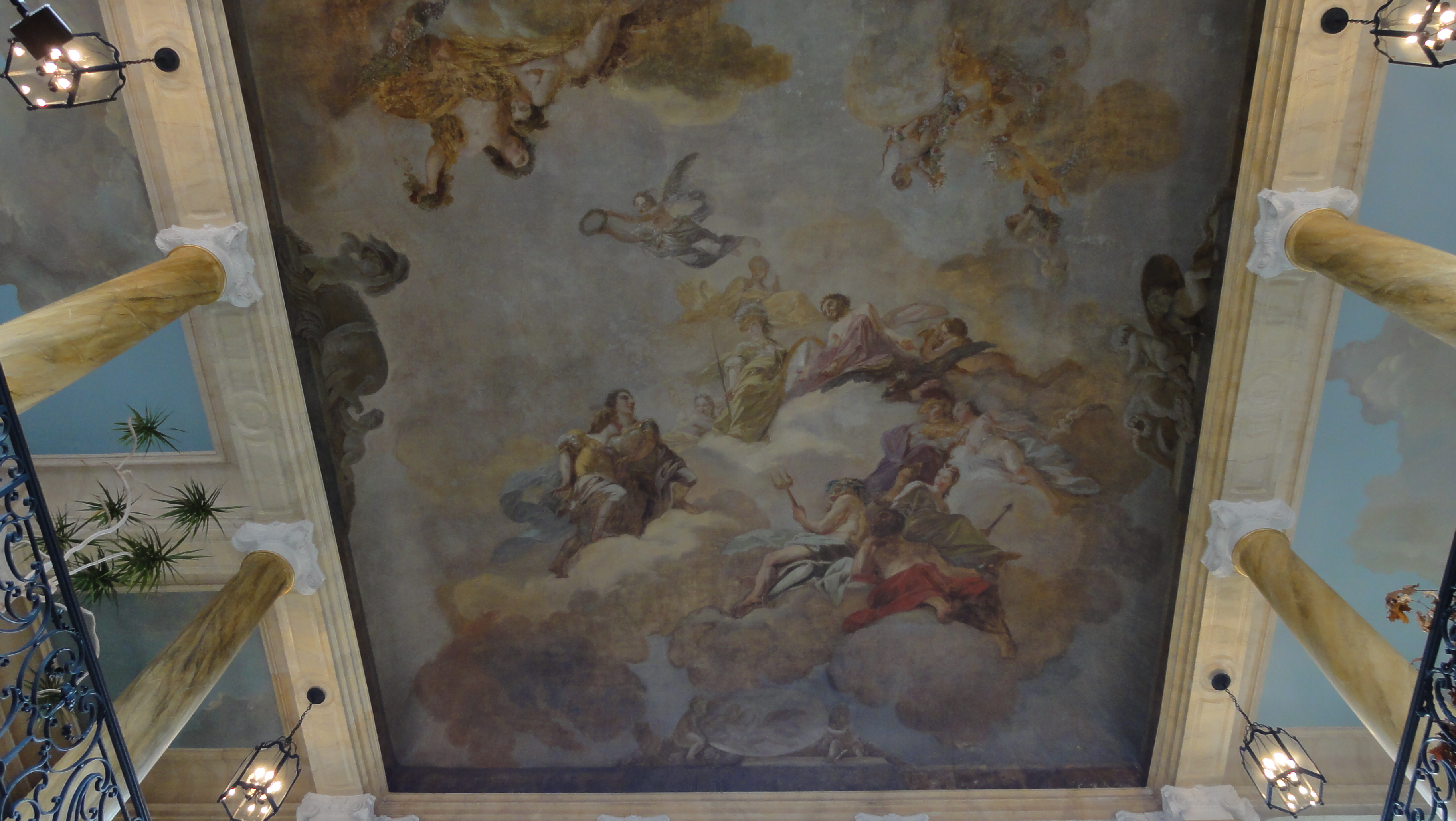
Soffitto dell'atrio con affresco di Joseph Melling (1785)
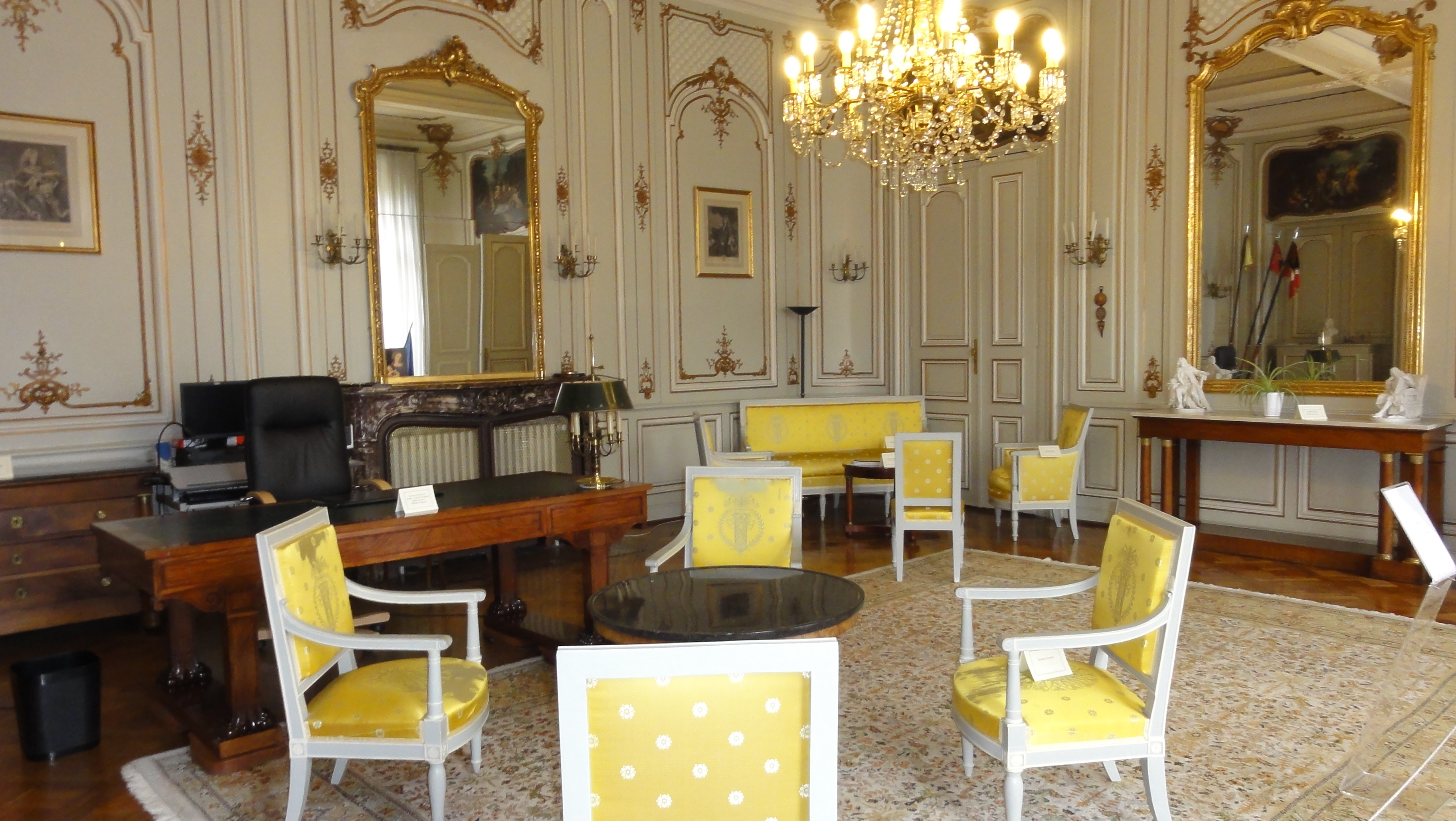
Una sala di lavoro e reception